# Championnat de Tchéquie de basket-ball
Pour les articles homonymes, voir Mattoni.
Le Championnat de République tchèque de basket-ball (en tchèque : Národní Basketbalová Liga) également nommé Národní basketbalová liga ou NBL, officiellement Mattoni NBL en raison du nom de son sponsor, est une compétition de basket-ball qui représente en République tchèque le sommet de la hiérarchie du basket-ball. La seconde division tchèque est la 1. basketbalová liga (it). Le championnat de République tchèque de basket-ball existe depuis 1992.

## Historique
Le championnat de République tchèque de basket-ball a été créée en 1992 après la dissolution de la Tchécoslovaquie.

## Palmarès
| Saison    | Champion                | Finaliste              | Score |
| --------- | ----------------------- | ---------------------- | ----- |
| 1992-1993 | USK Praha               | BC Sparta Prague       | 3-0   |
| 1993-1994 | Bioveta COOP Banka Brno | BC Tonak Nový Jičín    | 3-1   |
| 1994-1995 | Bioveta COOP Banka Brno | Sokol Chán Vyšehrad    | 3-1   |
| 1995-1996 | BC Stavex Brno          | USK Prague             | 3-1   |
| 1996-1997 | ICEC Opava Basketbal    | USK Prague             | 3-1   |
| 1997-1998 | ICEC Opava              | Mlékárna Kunín         | 3-1   |
| 1998-1999 | Mlékárna Kunín          | USK Prague             | 4-0   |
| 1999-2000 | USK Prague              | BK Opava               | 4-3   |
| 2000-2001 | USK Prague              | BK Opava               | 4-3   |
| 2001-2002 | BK Opava                | Mlékárna Kunín         | 4-2   |
| 2002-2003 | BK Opava                | BK ECM Nymburk         | 4-3   |
| 2003-2004 | BK ECM Nymburk          | Mlékárna Kunín         | 4-2   |
| 2004-2005 | ČEZ Basketball Nymburk  | Mlékárna Kunín         | 4-1   |
| 2005-2006 | ČEZ Basketball Nymburk  | Mlékárna Kunín         | 4-1   |
| 2006-2007 | ČEZ Basketball Nymburk  | BK Prostějov           | 3-0   |
| 2007-2008 | ČEZ Basketball Nymburk  | BK Nový Jičín          | 4-1   |
| 2008-2009 | ČEZ Basketball Nymburk  | BK Nový Jičín          | 4-0   |
| 2009-2010 | ČEZ Basketball Nymburk  | BK Prostějov           | 4-1   |
| 2010-2011 | ČEZ Basketball Nymburk  | BK Prostějov           | 4-2   |
| 2011-2012 | ČEZ Basketball Nymburk  | BK Prostějov           | 4-0   |
| 2012-2013 | ČEZ Basketball Nymburk  | BK Prostějov           | 4-0   |
| 2013-2014 | ČEZ Basketball Nymburk  | BK Prostějov           | 3-0   |
| 2014-2015 | ČEZ Basketball Nymburk  | BK Děčín               | 3-0   |
| 2015-2016 | ČEZ Basketball Nymburk  | BK Děčín               | 3-0   |
| 2016-2017 | ČEZ Basketball Nymburk  | BK Děčín               | 2-0   |
| 2017-2018 | ČEZ Basketball Nymburk  | BK Opava               | 2-0   |
| 2018-2019 | ČEZ Basketball Nymburk  | BK Děčín               | 3-0   |
| 2019-2020 | ERA Basketball Nymburk  |                        |       |
| 2020-2021 | ERA Basketball Nymburk  | BK Opava               | 2-0   |
| 2021-2022 | ERA Basketball Nymburk  | BK Opava               | 3-1   |
| 2022-2023 | BK Opava                | BK Armex Děčín         | 3-1   |
| 2023-2024 | ERA Basketball Nymburk  | Sluneta Ústí nad Labem | 4-1   |
| 2024-2025 | ERA Basketball Nymburk  | BC ŽS Brno             | 4-0   |

## Bilan par club
| Club                   | Ville      | Titres | Années |
| ---------------------- | ---------- | ------ | --- |
| ČEZ Basketball Nymburk | Nymburk    | 21     | 2004, 2005, 2006, 2007, 2008, 2009, 2010, 2011, 2012, 2013, 2014, 2015, 2016, 2017, 2018, 2019, 2020, 2021, 2022, 2024, 2025 |
| BK Opava               | Opava      | 5      | 1997, 1998, 2002, 2003, 2023                                                                                                 |
| USK Prague             | Prague     | 3      | 1993, 2000, 2001 |
| BC Brno                | Brno       | 3      | 1994, 1995, 1996 |
| Mlékárna Kunín         | Nový Jičín | 1      | 1999 |